# 内田百閒
內田 百閒（うちだ ひゃっけん、1889年〈明治22年〉5月29日 - 1971年〈昭和46年〉4月20日）は、日本の小説家、随筆家。本名は內田 榮造󠄁（うちだ えいぞう）。別号は百鬼園（ひゃっきえん）。号の「百閒」は、故郷岡山にある旭川の緊急放水路の百間川から取ったもので、当初は「百間」と表記していたが、後に「百閒」に改めた。
夏目漱石の門下生の一人で、夢の光景のように不可解な恐怖を幻想的に描いた小説や、独自の論理で諧謔に富んだ随筆を多数執筆し、名文家として知られる。代表作は『冥途』『旅順入城式』や『百鬼園随筆』『阿房列車』など。

## 生涯

### 生い立ち
1889年（明治22年）5月29日、岡山市（現在は中区）古京町一丁目百四十五番地に、父：久吉、母：峯の一人息子として誕生。実家は裕福な造り酒屋「志保屋」で、先代の祖父の名から「榮造󠄁」と命名される。岡山市立環翠小学校（現：岡山市立旭東小学校）、岡山高等小学校（現：岡山市立岡山中央小学校）を経て、岡山県立岡山中学校（現：岡山県立岡山朝日高等学校）入学。
1905年（明治38年）、父・久吉死去。実家の志保屋が倒産し経済的に困窮する。夏目漱石の『吾輩は猫である』を読み傾倒する。1906年（明治39年）、博文館発行の文芸雑誌『文章世界』に小品を投稿し、「乞食」が優等入選する。
1907年（明治40年）、岡山中学校を卒業し、第六高等学校（現：岡山大学）に入学。1908年（明治41年） - 担任の国語教師・志田素琴の影響で俳句を始め、句会を開く。俳号は地元の百間川にちなんで「百間」とする。

### 東京帝国大学時代
1910年（明治43年）、第六高等学校卒業。上京し、東京帝国大学文科大学入学（文学科独逸文学専攻）。1911年（明治44年）、療養中の夏目漱石を見舞い門弟となる。小宮豊隆、鈴木三重吉、森田草平、野上豊一郎らと知り合う。
1912年（大正元年）、中学時代の親友であった堀野寛の妹、堀野清子と結婚。1913年（大正2年）、師・漱石の著作校正に従事。長男久吉生まれる。

### 作家として
1914年（大正3年）、東京帝国大学独文科を卒業。漱石山房では芥川龍之介や久米正雄を識る。長女多美野生まれる。1916年（大正5年） - 陸軍士官学校ドイツ語学教授に任官（陸軍教授高等官八等）。
1917年（大正6年）、『漱石全集』（岩波書店）の校閲に従事。次男唐助生まれる。1918年（大正7年）、海軍機関学校英語学教官であった芥川の推薦により、同校のドイツ語学兼務教官嘱託となる。
1920年（大正9年）、法政大学教授（予科独逸語部）に就任。祖母・竹が死去。1921年（大正10年）短編小説「冥途」「山東京伝」「花火」などを『新小説』に発表。次女美野生まれる。1922年（大正11年）、処女作品集『冥途』（稲門堂書店）を刊行。
1923年（大正12年）、陸軍砲工学校附陸軍教授を命ぜられる。9月1日の関東大震災に罹災。前年刊行の『冥途』の印刷紙型を焼失。同時に機関学校も崩壊焼失したため、嘱託教官解任。1924年（大正13年）、三女菊美生まれる。大村書店版『ゲーテ全集』の編集に参加。
1925年（大正14年）陸軍士官学校教授を辞任、債権者に追われ家族と別居。陸軍砲工学校教授依願免官。1929年（昭和4年）、東京市牛込区（現・新宿区）の合羽坂に転居（佐藤こひと同居）。中野勝義の懇請を受けて法政大学航空研究会会長に就任、航空部長として、学生の操縦による青年日本号訪欧飛行を計画・実現。
1933年（昭和8年）、随筆集『百鬼園随筆』（三笠書房）を刊行、重版十数刷を重ねベストセラーとなる。
1934年（昭和9年）、いわゆる「法政騒動」を機に法政大教授を辞職。追放画策者には森田草平や関口存男がいた。以後文筆業に専念。1936年（昭和11年）、長男・久吉死去（23歳）。
1939年（昭和14年）、日本郵船嘱託となる（ - 1945年）。同年台湾旅行。百閒の原作による映画「ロッパの頬白先生」（主演：古川ロッパ）を制作・公開。
1942年（昭和17年）、日本文学報国会への入会を拒否。
1945年（昭和20年）、東京大空襲により東京都麹町区土手三番町（現・千代田区五番町）の自宅焼失。隣接する松木男爵邸内の掘立小屋に移住。後年、このころの日記を『東京焼盡』として発表。

### 戦後
1948年（昭和23年）、東京都千代田区六番町6に三畳間が3つ並んだいわゆる三畳御殿の新居が完成。
1950年（昭和25年）、大阪へ一泊旅行。これをもとに随筆「特別阿房列車」を執筆、以後『阿房列車』としてシリーズ化、1955年まで続き、戦後の代表作となる。
1952年（昭和27年）、鉄道開業80周年を記念して，東京駅一日駅長に就任。1956年（昭和31年）、宮城道雄が夜行急行「銀河」に乗車中に奇禍に会い列車から転落、東海道線刈谷駅付近にて急逝。
1957年（昭和32年）、愛猫「ノラ」が失踪。『ノラや』をはじめとする随筆を執筆。
1959年（昭和34年）、小説新潮に「百鬼園随筆」と題した連載を開始。死の前年まで続く。
1964年（昭和39年）、妻・清子死去（72歳）。翌年、佐藤こひを入籍。
1967年（昭和42年）、日本芸術院会員に推薦されるが固辞。辞退の弁は「イヤダカラ、イヤダ」。
1970年（昭和45年）、最後の百鬼園随筆である「猫が口を利いた」発表。老衰が激しく以降の作品が書けず、これが絶筆となる。
1971年（昭和46年）4月20日、東京の自宅で老衰により死去、享年81歳。戒名は覚絃院殿随翁栄道居士。最後の出版は随筆集『日没閉門』だった。1973年（昭和48年）には摩阿陀会有志により東京中野区金剛寺に句碑「木蓮や塀の外吹く俄風」が建立される。この句碑から、忌日の4月20日を木蓮忌とも言う。

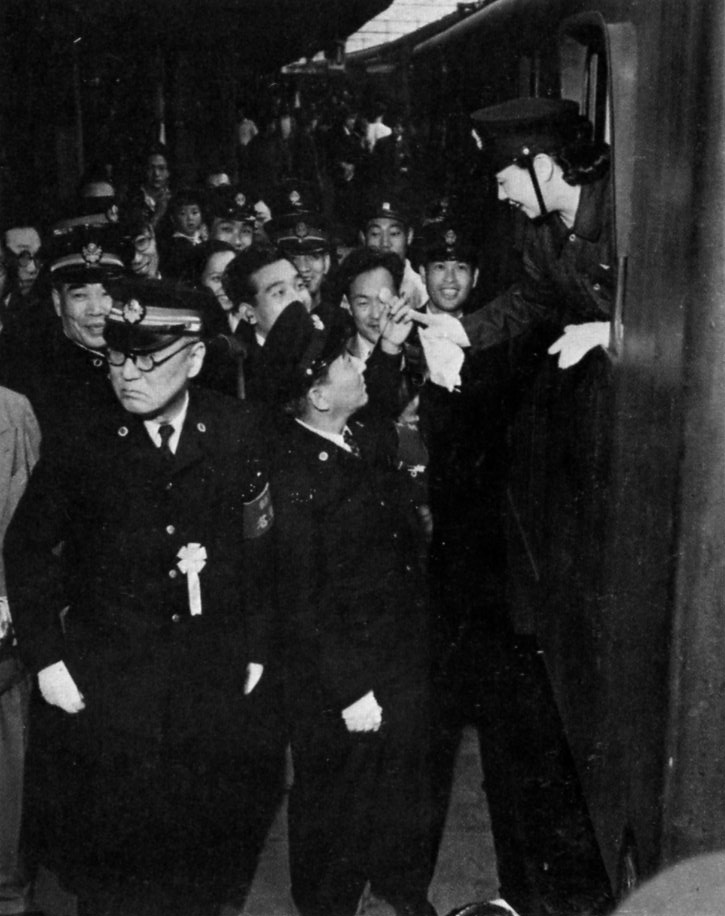
1952年10月15日、東京駅名誉駅長を務める內田百閒（左）。右隣は松井翠声（漫談家）

## 人物

### 造り酒屋の一人息子
裕福な造り酒屋の一人息子として生まれ、祖母に溺愛され何の不自由もなく育ったため、我儘で頑固、偏屈で無愛想な性格であったと言われる。自分が丑年の生まれで子供の頃は牛が好きで、祖母にねだって様々な牛の玩具を買ってもらっていたが、それに飽き足らず、最後には本物の牛を買ってもらった。学生時代の夏休みに高野山の講義に参加したが、旅費として貰ったお金で『樗牛全集』を買ったり、泊まった旅館で気を良くしてチップを渡しすぎるなどし、「万一の時のために」と着物に縫い込んでもらったお金までも使い果たし、帰りの汽車賃が足らなくなってしまった。仕方がないので残りのお金で行けるところまで行き、そこで持っていた『樗牛全集』を古本屋に売り旅費に充てた。家に戻ってからもう一度『樗牛全集』を買ってもらったのは言うまでもない。このような環境や性格が、後の百閒の独特の論理や考え方、作品や生活に影響を及ぼした。また「官僚趣味」であるとも公言し、この好みのためか、秩序の破壊と復讐を行った赤穂浪士が大嫌いだとも書いている。

### 法政大学と摩阿陀会
持ち前のいたずらっ気やユーモアもあって、特に法政大学教授当時の教え子（百閒自身はこの呼称を嫌い「学生」と呼んだ）達から慕われた。還暦を迎えた翌年から、教え子らや主治医・元同僚らを中心メンバーとして、毎年百閒の誕生日である5月29日に「摩阿陀会（まあだかい）」という誕生パーティーが開かれていた。摩阿陀会の名は、「百閒先生の還暦はもう祝ってやった。それなのにまだ死なないのか」、即ち「まあだかい」に由来する。黒澤明監督最後の映画作品『まあだだよ』は、この時期を映画化したもの。なお、この摩阿陀会に対する返礼として、百閒は自腹で「御慶の会」を正月三日に同じ会場（主に東京ステーションホテル）で催した。

### 琴と宮城道雄
岡山時代から琴の演奏に熱心に取り組み、上京後は「春の海」などの作曲で知られる宮城道雄に師事した。当初は師弟関係であったが、のちに両者は大の親友となり、宮城との交流を描いた随筆も多い。逆に宮城道雄の著作については百閒が文章指南をしていた。百閒と宮城は、ロシア文学者の米川正夫や童謡作詞家の葛原しげるらともに「桑原会」（そうげんかい）という文学者による琴の演奏会を催していたこともある。「桑原」には「箏弦」の意と、聞いたものが恐ろしくて「くわばら、くわばら」と言って逃げ出すという意味があった。1956年（昭和31年）6月25日未明、宮城が大阪行夜行急行「銀河」から転落死した後、百閒は追悼の意を込めて遭難現場となった東海道本線刈谷駅を訪問し、随筆「東海道刈谷驛」を記している。

### 『阿房列車』と乗物好き
鉄道に関しては「目の中に汽車を入れて走らせても痛くない」というほど愛しており、国鉄職員であった「ヒマラヤ山系」こと平山三郎をお供に、全く無目的に、ただひたすら大好きな汽車に乗るためだけの旅を実行、それを『阿房列車』という鉄道紀行シリーズにまとめた。のちに『南蛮阿房列車』を書いた作家の阿川弘之、鉄道紀行作家の宮脇俊三も、自らの先達として百閒を挙げている。『阿房列車』では北海道を除く日本全国を旅しているが、特に熊本県八代市にある旧八代城主の別邸で、百閒訪問当時は旅館として営業していた松濱軒（しょうひんけん）には好んで滞在し、東京・八代間を何度も列車で往復した。また、鉄道のみならず飛行機も好きで、法政大学教授時代には飛行機好きの学生たちを率いて航空研究会長をしており、随筆でもその飛行機愛を吐露している。さらには日本郵船の嘱託だった関係で、鎌倉丸の周遊記をはじめとする船旅の随筆も著した。

### 小鳥好き
昭和20年の東京大空襲で、麹町の自宅を焼け出された百閒は、飼っていたメジロと身の周りの品だけを持って隣の三畳の小屋に移り住んだ。新居も三畳の部屋が三つ繋がる間取りで「三畳御殿」と命名した。動物では小鳥が好きで、文鳥や鶯、メジロやノジコなどを多数飼い（後述のように猫は後から来たため、先住者である小鳥は襲わなかった）、小鳥に関する随筆も多く残している。

### ノラとクルツ
ふとしたきっかけで野良猫と暮らすことになり、その猫をノラと名付けて可愛がった。ノラが失踪し行方不明になると、その安否を気にして可哀想で一日中涙が止まらず、何事にも手が付かないほど憔悴し、新聞に「迷い猫」の案内広告を出したり、二万枚のビラを作って町内に配るなどした。その後にノラに似ているという理由で迎えたクルツも病死してしまい、その悲しみを綴った『ノラや』、『クルやお前か』は猫文学・ペットロス文学の代表作の一つとなっている。百閒は元々は猫好きではなかったが、猫を描いた作品も多く、師の漱石の代表作『吾輩は猫である』を蘇らせ、その続編で『贋作 吾輩は猫である』も書いている。

### 借金と錬金術
旧制岡山県立中学校在学当時に父の死により実家の造り酒屋が倒産し、それからは生涯金銭面での苦労が多かった。旧制第六高等学校入学時にも、生徒は原則的に全員入寮が義務づけられているのに、內田家では寮に入る金が捻出できず、学校当局の特別許可をもらって自宅から通学していたほどだった。著作には借金や高利貸しとのやりとりを主題としたものも多く、後年は借金手段を「錬金術」と称し、長年の借金で培われた独自の流儀と哲学をもって借金することを常としていた。「錬金帖」という借金ノートも現存している。

### 郷里の岡山
岡山での幼少時の思い出を幾度も書き、『阿房列車』の旅では国鉄岡山駅のホームを必ず踏み、車窓から風景を凝視するほどだった。好物の大手まんぢゅうをはじめ、故郷の食べ物にも強い愛着を持っていた。しかし「移り変わった岡山の風景は見たくない」「大切な思い出を汚したくない」として、1942年（昭和17年）の恩師の葬儀（駅からタクシーで乗りつけ帰路はそのままとんぼ返りした）以外は決して岡山に帰ろうとはしなかった。没後遺志により分骨され先祖代々の墓に納められ郷里に戻った。

### 「イヤダカラ、イヤダ」
1967年（昭和42年）に日本芸術院の会員候補になるが、そのことを知った百閒は、法政大学時代の教え子で「摩阿陀会」の肝煎でもあった多田基にメモを渡し、その内容を院長だった高橋誠一郎に伝えるように依頼した。メモには、芸術院に入るのはいやで、なぜいやかというと気が進まないからで、なぜ気が進まないかとというといやだから、ということが記してあった。推薦段階で辞退した文学者は、百閒の他に、高村光太郎、大岡昇平、武田泰淳、木下順二がいる。また戦時中は、中里介山と共に日本文学報国会への加入を拒んだこともあった。

### 旧字旧仮名
執筆においては旧字体・旧仮名遣いを厳として固守し続け、著作物はすべて旧字・旧仮名表記で刊行されており、没後出版でも百間の遺志として旧仮名表記が守られていた。また言葉遣いのわずかな違いにも厳しく、谷崎潤一郎の『文章読本』に記された送り仮名の使用法について異議を唱えたこともある。生誕百年を経て1989年（平成元年）以降、弟子で小説家の中村武志の判断により、遺族（著作権者）の許可の下に、文庫に限り特殊なものを除いて新字・新仮名遣いで発行されている。中村は新かなにした理由として、旧仮名に馴染みのない若い世代も百閒に親しんでもらいたいからとしているが、しかしこれは百閒の本意ではないため、霊界で百閒に会ったら勝手に新かなに改めたことを詫びてひたすらにお許しを乞うつもりだと述べている。

### 酒の肴
おからを酒の肴に珍重していたとされ、山盛りにしてレモンをふりかけたものをつまみながら、夜中から明け方までシャンパンをかたむけていた逸話を持つ。これに関して小説家だった山田風太郎は、自身の随筆の中で「常識的にはどう見てもB級いやC級のサカナといわざるを得ない」と評している。

## 著作

### 著書
- 『冥途󠄁』稲門堂書店、1922年2月
- 『百鬼園随筆』三笠書房、1933年10月

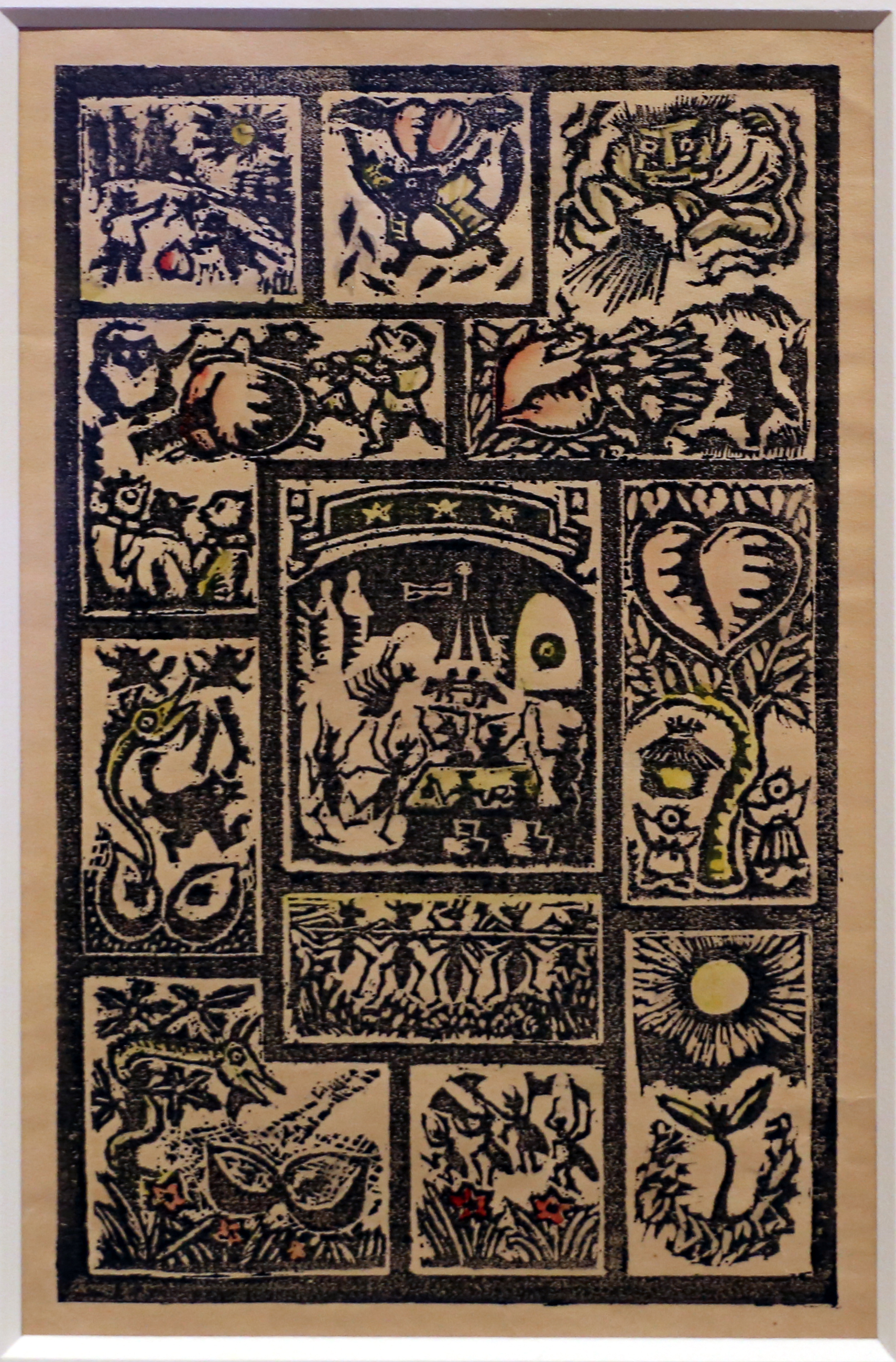
内田百閒著 谷中安規画『王様の背中』- 蟻と狸の挿絵　楽浪書院 1934年

- 『旅順入城式』岩波書店、1934年2月、復刊1984年
- 『續百鬼園随筆』三笠書房、1934年5月
- 『繪入りお伽噺・王様の背中』楽狼書院、1934年5月
- 『百鬼園俳句帖』三笠書房、1934年6月
- 『無絃琴』中央公論社、1934年10月
- 『鶴』三笠書房、1935年2月
- 『百鬼園日記帖』三笠書房、1935年4月
- 『凸凹道󠄁』三笠書房、1935年10月
- 『續百鬼園日記帖』三笠書房、1936年2月
- 『有頂天』中央公論社、1936年7月
- 『居候匇々』小山書店、1937年6月
- 『随筆新雨』小山書店、1937年10月
- 『北溟』小山書店、1937年12月
- 『丘の橋』新潮社、1938年6月
- 『鬼苑横談』新潮社、1939年2月
- 『菊の雨』新潮社、1939年10月
- 『百間座談』三省堂、1941年6月
- 『船の夢』那珂書店、1941年7月
- 『沖の稲妻』新潮社、1942年11月
- 『百鬼園俳句』青磁社、1943年10月
- 『戻り道󠄁』青磁社、1944年7月
- 『新方丈記』新潮社、1947年2月
- 『百鬼園夜話』湖山社、1949年6月
- 『贋作 吾輩は猫である』新潮社、1950年4月
- 『随筆億劫帳』河出書房、1951年4月
- 『實説艸平記』新潮社、1951年6月
- 『鬼園の琴』三笠書房、1952年1月
- 『阿房列車』三笠書房、1952年6月
- 『無伴奏』三笠書房、1953年5月
- 『第二阿房列車』三笠書房、1954年1月
- 『禁客寺』ダヴィット社、1954年10月
- 『東京焼盡』講談社、1955年4月
- 『いささ村竹』筑摩書房、1956年2月
- 『第三阿房列車』講談社、1956年3月
- 『鬼苑漫筆』三笠書房、1956年7月
- 『ノラや』文藝春秋新社、1957年12月
- 『東海道󠄁刈谷驛』新潮社、1960年2月
- 『つはぶきの花』筑摩書房、1961年2月
- 『けぶりか浪か』新潮社、1962年7月
- 『クルやお前か』東都書房、1963年7月
- 『波のうねうね』新潮社、1964年8月
- 『馬は丸顔』朝日新聞社、1965年10月
- 『麗らかや』三笠書房、1968年1月
- 『夜明けの稲妻』三笠書房、1969年3月
- 『残夢三昧』三笠書房、1969年11月
- 『日没閉門』新潮社、1971年4月

### 主な編集本
- 『頬白先生と百鬼園先生』新潮社、1939年
- 『南山壽』中央公論社、1940年／日東出版社、1948年
- 『大貧帳』拓南社、1941年
- 『御馳走帖』榜葛剌屋書房、1946年／新稿・三笠書房、1968年
- 『百鬼園抄』創元社（創元選書）、1948年
- 『私の｢漱石｣と｢龍之介｣』筑摩書房（筑摩叢書）、1969年
- 『內田百閒句集』永田書房、1974年
- 『百鬼園座談』『続百鬼園座談』論創社、1980年
- 『百鬼園日記帖』論創社、1981年。平山三郎校訂（上記も）
- 『定本 阿房列車　全』六興出版、1984年

### 全集
- 『全輯 百間随筆』（全6巻）版画荘、1936〜37年
- 『內田百閒全集』（全10巻）講談社、1971〜73年
- 『新輯 內田百閒全集』（全33巻）福武書店、1986〜89年

### 没後刊行の未発表日記
- 『百鬼園 戦後日記』（上・下）小澤書店、1982年、新装版1993年
新編：ちくま文庫（「集成 23」上巻部分のみ）、2004年／中公文庫（全3巻）、2019年
- 『恋文・恋日記』福武書店 、1989年、増補版1995年／中公文庫（2分冊）、2007年
- 『百鬼園 戰前・戰中日記』（上・下）慶應義塾大学出版会、2019年

### 作品集（新編再刊）
- 旺文社文庫版・內田百閒文集（全39巻）、1979〜84年
生前刊行のほぼ全著作を再刊、新字旧かな遣いでの文庫作品集。
他にオリジナル版（平山三郎編）で『百鬼園の手紙』、座談を集めた『百鬼園先生よもやま話』がある。
全39巻の完結を記念し、1984年6月に単行判『百鬼園寫眞帖』（新編版：ちくま文庫『內田百閒集成24　百鬼園写真帖』）が出版。
- 六興愛蔵文庫版・內田百閒作品集（全12巻）六興出版、1980〜82年
新字旧かな遣いでの百閒のアンソロジー作品集。テーマ別アンソロジー8冊+単行判の新版4冊。
- 福武文庫版・內田百閒文庫（全29巻）福武書店、1989〜94年
百閒初めての新字新かな遣いでの作品集。総収録作品数は全著作の約半分。
- ちくま文庫版・內田百閒集成（全24巻）筑摩書房、2002〜03年
新字新かな遣いでの新編版・文庫作品集。代表作の『冥途』や『阿房列車』などは抄録。総収録作品数は全著作の約4割。

### 文庫判
- 新潮文庫 - <戦前版>『百鬼園随筆選』『東京日記』『冥途・旅順入城式』『地獄の門』『百鬼園随筆選・その二』
　<戦後版>『昇天』『百鬼園随筆選・その一』『百鬼園随筆選・その二』『第一阿房列車』『第二阿房列車』『第三阿房列車』
　<平成新かな版>『百鬼園随筆』『続 百鬼園随筆』『第一阿房列車』『第二阿房列車』『第三阿房列車』
- 角川文庫 - 『漱石山房の記』『百閒随筆 I』『百閒随筆Ⅱ』『百閒随筆Ⅲ～鬼苑漫筆』
- 河出文庫 - 『贋作吾輩は猫である』（旧河出文庫）、『漱石先生雑記帳』『芥川龍之介雑記帳』
- 中公文庫 - 『東京焼盡』『御馳走帖』『恋日記』『恋文』『百鬼園戦後日記Ⅰ〜Ⅲ』
　オリジナル版『ノラや』[11]『一病息災』『阿呆の鳥飼』『大貧帳』『追懐の筆　百鬼園追悼文集』『蓬莱島余談　台湾・客船紀行集』
- 岩波文庫 - 『冥途・旅順入城式』（種村季弘解説）『東京日記・他六篇』（川村二郎解説）
- ちくま文庫 - 『私の｢漱石｣と｢龍之介｣』（筑摩叢書を改訂再刊、武藤康史解説）
　『ちくま日本文学 內田百閒』（ちくま日本文学全集版を再刊）『小川洋子と読む　內田百閒アンソロジー』
- 講談社文芸文庫 - 『百閒随筆Ⅰ』『百閒随筆Ⅱ』（池内紀編）
- 双葉文庫 - 『文豪怪奇コレクション 恐怖と哀愁の內田百閒』（東雅夫編）
- 平凡社ライブラリー - 『百鬼園百物語　百閒怪異小品集』（東雅夫編）
　『內田百閒随筆集』（平山三郎編）- 元版は『內田百閒集　現在の随想2』彌生書房、1981年

## 百閒作品を原作にした作品

### 映画
- 『ロッパの頬白先生』（1939年、東宝、監督：滝村和男、主演：古川緑波）
この作品に出演している高峰秀子は、最も愛読する作家として百閒の名を挙げている。百閒本人は少なくとも日記等によればこの映画はあまり好きではなかったらしい。
- 『ツィゴイネルワイゼン』（1980年、東宝、監督：鈴木清順、主演：原田芳雄、原作は『サラサーテの盤』）
- 『まあだだよ』（1993年、大映、監督：黒澤明、主演：松村達雄）
百閒と教え子の交流を描いた作品。福武文庫版「まあだかい」では解説に黒澤明のインタビューを収録。そのなかで映画『夢』の赤富士のシーンは「東京日記」からの着想だと発言している。
- 『眠り姫』（2007年、charm point、監督：七里圭、主演：つぐみ）
小説『山高帽子』を原案とする山本直樹の漫画『眠り姫』の映画化作品。

### 演劇
- 『サラサーテの盤』（2013年、松本工房『大竹野正典劇集成Ⅱ』収録）初演1994年、扇町ミュージアムスクエア。作・演出：大竹野正典　主演：戎屋海老

### 音楽
- 『Still - Stir』（2009年、難波研作曲)
『冥途』の印象を元にチェロ独奏の為に作曲された。YouTubeやsound cloudで試聴可能。

### 漫画
- 『阿房列車』漫画：一條裕子（月刊IKKI連載後、小学館（IKKI COMIX）より『阿房列車1〜3号』（全3巻）として2010年に刊行）
- 竹田昼『ヒャッケンマワリ』白泉社、2017年（ISBN 978-4592711230）

### 絵本
- 內田百閒（画：金井田英津子）『冥途』パロル舎、2002年／平凡社、2021年

## 內田百閒文学賞
岡山県および岡山県郷土文化財団が主催する、岡山ゆかりの作品に与えられる文学賞である。百閒生誕百年を記念して、1990年（平成2年）度に創設された。

## 評伝・研究
- 内山保『随筆集 一分停車』アサヒ書房、1959年／新編『百鬼園先生と私』中公文庫、2024年
- 平山三郎『實歴阿房列車先生』朝日新聞社、1965年／旺文社文庫、1983年／中公文庫、2018年
- 平山三郎『百鬼園先生雜記帳 附・百閒書簡註解』三笠書房、1969年／中公文庫、2020年
- 北村孟徳『めぐる杯』北村孟徳遺稿集刊行会、1969年
- 『回想 內田百閒』平山三郎 編、津軽書房、1975年／新編『回想の百鬼園先生』旺文社文庫、1986年
- 篠田知和基『土手の大浪』コーベブックス（南柯叢書）、1976年
- 平山三郎『詩琴酒の人 百鬼園物語』小澤書店、1979年／新装版（小沢コレクション）、1984年
- 平山三郎『わが百鬼園先生』六興出版、1979年
- 村山古郷『百閒先生の面会日』角川書店、1980年
- 平山三郎『阿房列車物語 百鬼園回想』論創社、1981年
- 川村二郎『內田百閒論 無意味の涙』福武書店、1983年（読売文学賞受賞）
- 伊藤隆史・坂本弘子『百鬼園殘夢 內田百閒の揺籃と志』朝日新聞社、1985年
- 『日本文学研究資料新集22　內田百閒 夢と笑い』酒井英行 編、有精堂出版、1986年
- 中村武志『百鬼園先生と目白三平』旺文社文庫、1986年／『內田百閒と私』岩波書店（同時代ライブラリー）、1993年
- 雑賀進『実説 內田百閒』論創社、1987年
- 岡将男『岡山の內田百間』日本文教出版（岡山文庫137）、1989年
- 庄司肇『贋作・內田百閒論』きゃらばんの会、1992年／沖積舎（作家論叢書15 內田百閒―ひとりぽっちのピエロ）、1993年／沖積舎（庄司肇コレクション⑦作家論）、2002年
- 酒井英行『內田百閒＜百鬼＞の愉楽』有精堂出版、1993年／沖積舎、2003年
- 真杉秀樹『內田百閒の世界』教育出版センター（以文選書41）、1993年
- 森田左翫『書誌 內田百閒帖』湘南堂書店、1994年、増訂版 2005年
- 酒井英行『百閒 愛の歩み・文学の歩み』有精堂出版、1995年／沖積舎、2003年
- 内田道雄『內田百閒『冥途』の周辺』翰林書房、1997年
- 平木國夫『小説家內田百閒と航空学生』酣燈社、1999年
- 矢島康吉『僕の內田百閒』北溟社、2002年
- 宮園洋『洋さんのあっちこち』れんが書房新社、2003年
- 久世光彦『百閒先生 月を踏む』朝日新聞社、2006年／朝日文庫、2009年
- 大谷哲『內田百閒論 他者と認識の原画』新典社（新典社研究叢書224）、2012年
- 備仲臣道『読む事典 內田百閒 我楽多箱』晧星社、2012年
- 備仲臣道『內田百閒文学散歩』晧星社、2013年
- 備仲臣道『內田百閒 百鬼園伝説』晧星社、2015年
- 田村欣実『こだわり百閒の噂ばなし』文芸社、2020年
- 『百鬼園先生 內田百閒全集月報集成』佐藤聖 編、中央公論新社、2021年
- 山本一生『百間、まだ死なざるや 內田百間伝』中央公論新社、2021年（読売文学賞受賞）
- 山本一生『百間外伝　これくん風到来』中央公論新社、2024年